# 요요기역
요요기역(일본어: 代々木駅、よよぎえき, 영어: Yoyogi Station)은 일본 도쿄도 시부야구에 있는 JR 동일본 야마노테 선, 주오 선(각역정차) 및 도쿄 도 교통국에서 운영하는 오에도 선이 환승하는 역이다. 지하철 역 번호는 E-26이다.

## 타는 곳

### JR동일본
| 1 | 야마노테 선                | 신주쿠・이케부쿠로・우에노 방면                     |
| 2 | 야마노테 선                | 하라주쿠・시부야・시나가와 방면                     |
| 3 | 주오・소부 선 （각역정차） | 신주쿠・나카노・기치조지・미타카 방면               |
| 4 | 주오・소부 선 （각역정차） | 오차노미즈・아키하바라・긴시초・후나바시・지바 방면 |

### 도쿄 도 교통국
↑ 고쿠리쓰쿄기조 · 기요스미시라카와 방면
|
１２|

신주쿠 · 히카리가오카 방면 ↓
| 1 | 오에도 선 | 고쿠리쓰쿄기조 · 롯폰기 · 다이몬 · 기요스미시라카와 방면 |
| 2 | 오에도 선 | 신주쿠 · 도초마에 · 히카리가오카 방면                    |

## 역세권 정보
- 요요기 애니메이션 학원 도쿄 본부교
- 일본공산당 본부

## 사진
| 동일본 여객철도 야마노테 선      | 동일본 여객철도 야마노테 선 | 동일본 여객철도 야마노테 선       |
| -------------------------------- | --------------------------- | --------------------------------- |
| JY 19 하라주쿠 내선 순환         | 야마노테 선                 | JY 17 신주쿠 외선 순환            |
| 동일본 여객철도 주오 본선        |                             |                                   |
| JB 12 센다가야 도쿄 · 지바 방면  | 주오 · 소부 선 각역정차     | JB 10 신주쿠 미타카 · 다카오 방면 |
| 도쿄 도 교통국 12호선            |                             |                                   |
| E25 고쿠리쓰쿄기조 도초마에 방면 | 오에도 선                   | E27 신주쿠 히카리가오카 방면      |